# Albert Theisz
Albert Frédéric Félix Theisz (Boulogne-sur-Mer, 13 de fevereiro de 1839 - Paris, 10 de janeiro de 1881) foi um político e sindicalista francês. Ele foi um elemento de destaque da Comuna de Paris.

## Biografia
Albert foi um operário especializado nas gravações em bronze, sendo um incentivador das greves de 1867. Ele participou da Primeira Internacional e foi um dos fundadores da Sociedades dos Trabalhadores Sindicais. Por suas atividades políticas e sindicais, em 08 de julho de 1870, ele foi condenado a dois meses de prisão.
Foi liberado em setembro devido a queda do regime monárquico bonapartista e a proclamação da República. Ele reorganizou as seções sindicais da Internacional e foi eleito para o Comitê Central dos vinte arrondissements. Em fevereiro de 1871, ele concorreu sem sucesso na eleição para a Assembleia Nacional como candídato socialista revolucionário.
Em 26 de março foi eleito para a Comuna de Paris, fazendo parte da Comissão do Trabalho e Trocas. Em 5 de abril, ele se tornou diretor do Correio. Participou das lutas nas barricadas contra as tropas sob o comando de Louis Adolphe Thiers.
Com a queda da Comuna buscou refúgio em Londres, onde trabalhou como operário, fazendo parte do Conselho Geral da Internacional, onde conheceu Karl Marx. Com a anistia de 1880 ele voltou a Paris onde morreu pouco depois. Ele foi enterrado no cemitério do Père-Lachaise.